# Solaenorhabdus contortus
Solaenorhabdus contortus är en mångfotingart som först beskrevs av Henri W. Brölemann 1900.  Solaenorhabdus contortus ingår i släktet Solaenorhabdus och familjen Chelodesmidae. Inga underarter finns listade i Catalogue of Life.